# Platyptilia nemoralis
Platyptilia nemoralis là một loài bướm đêm thuộc họ Pterophoridae. Nó được tìm thấy ở châu Âu, tới Nga tới Nhật Bản.
Sải cánh dài 26–30 mm. Con trưởng thành bay từ đầu tháng 7 to cuối tháng 8 ở Tây Âu. Có một lứa một năm.
Ấu trùng ăn Senecio fuchsii, Senecio fluviatilis, Senecio sarracenicus và Senecio nemorensis.